# Jeanette Epps
Jeanette Jo Epps (Syracuse, 3 novembre 1970) è un'ex astronauta statunitense.
Venne selezionata nel 2009 come astronauta della NASA, completando l'addestramento astronautico di base due anni dopo. Nel 2018, dopo essersi addestrata per anni per volare sulla navicella russa Sojuz per la missione Sojuz MS-09, venne rimossa dall'equipaggio pochi mesi prima del lancio. Nel 2020 venne assegnata alla navicella statunitense della Boeing, Starliner, per la missione Starliner-1 il cui lancio era previsto in quel momento per il 2023; a causa dei ritardi con lo sviluppo della navicella, Epps venne riassegnata alla missione SpaceX Crew-8, a bordo del veicolo di SpaceX, Crew Dragon Endeavour. Il lancio è avvenuto il 4 marzo 2024.

## Biografia

### Istruzione e primi lavori
Conseguì una laurea in fisica al LeMoyne College nel 1992, un master e un dottorato in ingegneria aerospaziale all'University of Maryland, rispettivamente nel 1994 e nel 2000. La sua ricerca di dottorato riguardò dei test sulle travi composite della freccia alare, analisi comparativa di modelli analitici e dati sperimentali per leghe a memoria di forma, e l'applicazione di attuatori in lega a memoria di forma per il monitoraggio delle pale del rotore degli elicotteri.
Dopo il dottorato, trascorse più di due anni lavorando presso la Ford come specialista tecnico nel Laboratorio di ricerca scientifica. Durante la sua permanenza alla Ford, completò la prova di fattibilità sull'utilizzo di attuatori magnetostrittivi per ridurre le vibrazioni che entrano in un veicolo attraverso i bracci delle sospensioni, ottenendo così un brevetto provvisorio, e partecipò a delle ricerche sui sistemi di rilevamento della posizione di collisione automobilistica e contromisure, che portarono anch'esse alla concessione di un brevetto statunitense. Nel 2002 entrò a far parte della CIA dove trascorse più di sette anni lavorando come Ufficiale tecnico dell'Intelligence. Durante il suo servizio alla CIA ricevette numerosi premi per lavoro svolto.

### Carriera alla NASA

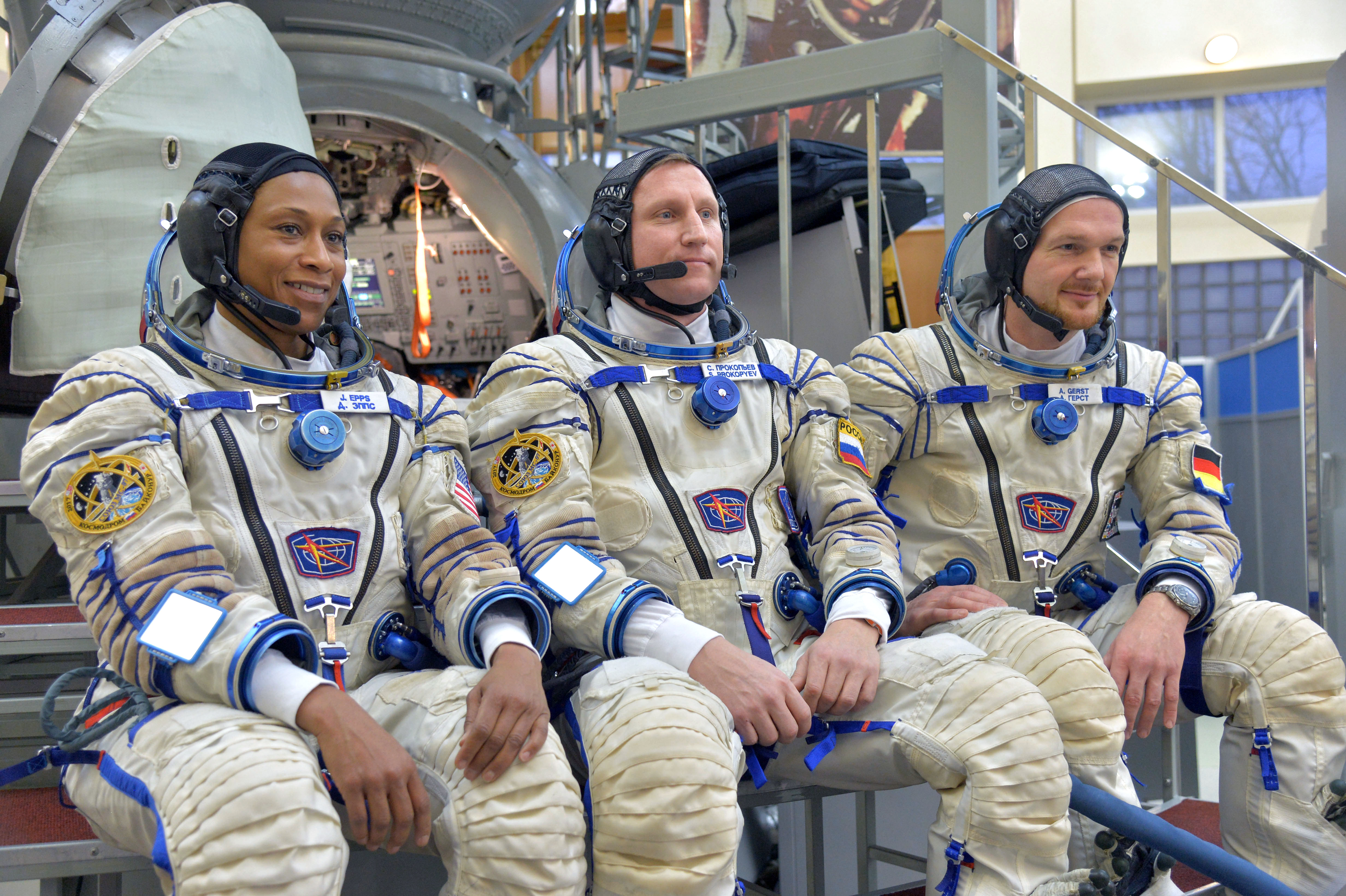
Epps (sinistra) con Prokop'ev e Gerst della Sojuz MS-09 durante gli esami come equipaggio di riserva della Sojuz MS-07

Venne selezionata come astronauta del Gruppo 20 della NASA nel luglio 2009. L'addestramento di due anni per i candidati astronauti includeva lezioni sui sistemi della Stazione spaziale internazionale (ISS), apprendimento della lingua russa, addestramento alle attività extraveicolari (EVA), addestramento robotico con il Canadarm2, addestramento di volo con il T-38, formazione geologica e addestramento di sopravvivenza National Outdoor Leadership School (NOLS). Dal 2011, continuò con l'addestramento avanzato, partecipando alla missione sottomarina NEEMO 18, agli studi geologici nelle Hawaii, apprendimento intensivo di lingua russa a Mosca, nonché alla formazione continua in EVA, robotica e T-38. Servì come rappresentante del Generic Joint Operation Panel lavorando sull'efficienza dell'equipaggio sulla ISS, come astronauta di supporto dell'equipaggio per due Expedition e come capo CAPCOM nel Centro di controllo missione a Houston.
Il 4 gennaio 2017 venne assegnata all'equipaggio della Sojuz MS-09 (Expedition 56/57) e della ISS con partenza prevista per metà 2018, momento in cui sarebbe diventata la prima afroamericana a partecipare ad una missione di lunga durata sulla ISS e la 15ª a partecipare ad un volo spaziale. L'anno successivo, il 16 gennaio 2018, venne rimossa dall'equipaggio e sostituita dalla sua riserva, Serena Auñón-Chancellor, senza alcuna motivazione, nonostante venisse precisato che sarebbe stata considerata per future assegnazioni a voli spaziali. Il portavoce della NASA Brandi Dean riferì che erano stati presi in considerazione diversi fattori e che queste decisioni erano state prese per motivi personali dei quali la NASA non avrebbe fornito ulteriori informazioni. Nonostante ciò, Epps riferì di non avere motivi medici o personali che le avrebbero impedito di volare e che il suo addestramento in Russia stava andando bene. Nel 2019 partecipò alla missione analoga ESA CAVES 2019 di sette giorni in Slovenia. Nell'agosto 2020 venne assegnata alla prima missione operativa del veicolo spaziale commerciale CST-100 Starliner (Boeing Starliner-1) ma nell'agosto 2023, a causa dei ritardi nell'entrata in servizio della navicella, Epps venne riassegnata alla navicella Crew Dragon per la missione SpaceX Crew-8.

#### SpaceX Crew-8 (Expedition 71)
Il 4 marzo 2024 è partita per la sua prima missione spaziale a bordo del veicolo Crew Dragon Endeavour (SpaceX Crew-8) per prendere parte all'Expedition 71 a bordo della Stazione spaziale internazionale.

## Vita privata
Nel tempo libero le piace viaggiare, leggere, correre, fare immersioni e trascorrere del tempo con la famiglia.